# Észak-al-bábi offenzíva (2016. szeptember)
A 2016. szeptemberi észak-al-bábi offenzíva egy katonai hadművelet volt, egyben a török hadsereg és a Szabad Szíriai Hadsereg valamint hozzájuk kapcsolódó egyéb csoportok által indított Eufráteszi Pajzs hadművelet harmadik szakasza volt, melynek fő céljaként az Aleppótól északra fekvő al-Báb elfoglalását tűzték ki célul.

## Előkészületek
2016 szeptemberében, miután tetemes területet szerzett meg a török hadsereg az Iraki és Levantei Iszlám Államtól, és elfoglalta az al-Rai valamint Jarabulus közötti területet, már csak 20 kilométer választotta el al-Bábtól.A felkelők ekkor jelentették be, hogy legújabb céljuk al-Báb megszerzése volt.
Két nappal később az ISIL kiürítette al-bábi központját, és több tucatnyi, milicistákkal és fegyverekkel megpakolt autó indult el a keletre fekvő Khafsa irányába.
Szeptember 14-én, miközben a Török Légierő bombázta az ISIL városbeli állásait, nagy számú török katona és honvédségi jármű gyűlt össze al-Bábtól északra.

## Az offenzíva
Szeptember 16-án a török hadsereg és az FSA velük szövetséges részei hivatalosan is bejelentették az Eufráteszi Pajzs Hadművelet harmadik szakaszának megindítását. Az FSA azt hangoztatta, műveleteit addig folytatják, míg meg nem szerzik a kormány kezén lévő Kuvejreszi Katonai Repülőteret. Szeptember 17-én az ellenzéki párti szíriai média azt jelentette, hogy a törökök támogatását élvező felkelők elfoglalták Tal Homs hegytetőt al-Rai közelében. Aznap az ISIl harcosai megkezdték családjaik kimenekítését al-Bábból.
Szeptember 18-án a törökök támogatta felkelők elfoglaltak hat falut. Eközben az ISIL-hez közel álló Amaq Hírügynökség azt közölte, hogy Jakkah és Talghar közelében 60 felkelőt megöltek. Legtöbbjük halálát olyan aknák okozták, melyekre ráhajtottak. Az Amaq hírei szerint az ISIL egy irányított rakétával megsemmisítette a törökök egyik tankját. Szeptember 19-ig már összesen kilenc falut szereztek meg a felkelők.
Szeptember 20-án az ISIL állítólag hat falut megszerzett egy ellentámadásban al-Rai közelében, és így megközelítette a várostól keletre fekvő al-Hadabatfalut. Erre válaszul a felkelők al-Rai mellett két másik falut foglaltak el. Szeptember 21-22-én a felkelők három falut visszafoglaltak az ISIL-től, majd pár órával később ismét elvesztették azokat.
Szeptember 22-én megakadt a felkelők al-Báb ellen indított támadása, mert az ISIL ellentámadásba lendült. Eközben az ISIL két rakétát lőtt ki a törökországi Kilisre, melyek nyolc polgári lakost megsebesítettek. A török hadsereg később azt közölte, rakétákkal és légi bevetés során is lőtték azt a helyet, ahonnét a rakétákat kilőtték. Eközben 40 milicistával végeztek.
Szeptember 23-ra az ISIL már több mint 20 falut elfoglal a felkelőktől. A veszteségek miatt a hadműveletet felfüggesztették, a törökök hadműveletének harmad9k fázisát pedig elnapolták. Miközben al-Raitól keletre az ISIL terjeszkedett, egy ellenzéki forrás azt jelentette, hogy a várostól nyugatra az FSA megszerzett egy falut.
Szeptember 24. és 27. között a felkelőbarát források szerint a felkelők 11 falut elfoglaltak az ISIL-től, melyek közül 10-et korábban már birtokoltak. Ezen felől megszerezték Weqfan elektromos hálózatát. Egy kormánypárti forrás szerint a felkelők további három falut foglaltak el, melyek közül kettőt korábban ők vesztettek el.
Szeptember 27-én, miközben a törökök az ISIL 30 célpontját bombázták, az ISIL egy bombahordó drónt bevetve 3 török katonát megsebesített.
Szeptember végén az Al-Monitor úgy értékelte a helyzetet, hogy amennyiben az ISIL visszafoglal még számos, Jarablustól délre fekvő turkomann falut az FSA-tól, akkor a hadműveletet nem lehet sikeresen teljesíteni török szárazföldi csapatok bevonása nélkül. Szerintük nélkülük a felkelők csapatai nem lennének eléggé felkészültek, Azt írták, a felkelők seregei nem eléggé felkészültek, és ez a hadművelet legnagyobb gyengesége. Lehet, ez vezetett oda, hogy török katonák nagyobb számban érkeztek Szíriába, erre a „mocsaras vidékre”.

## Következmények
Az al-Báb felé indított, de aztán félbe hagyott hadművelet közvetlen következményeként a felkelők és a török seregek újabb hadműveletet indítottak az ISIL kezén lévő Dabiq városa ellen.

## Külső hivatkozások
- Kadri Gursel: "Turkey faces decision over boots on the ground in Syria", Al-Monitor, 2016. szeptember 17.